# Vitali Gherasimov
Vitali Petrovici Gerasimov (n. 9 iulie 1977, Kazan, RSFS Rusă, URSS) este un general-maior al Forțelor Terestre ruse. Ministerul ucrainean al Apărării susține că Gherasimov a fost ucis în regiunea Harkov în timpul invaziei rusești din 2022 în Ucraina. La momentul presupusei sale morți, acesta era șef de stat major și prim-adjunct al comandantului Armatei 41 a Districtului Militar Central al Rusiei.
În 1999 a absolvit filiala din Kazan a Școlii superioare de comandă a tancurilor din Celeabinsk.  Din 1999 până în 2005, a servit ca comandant de pluton de tancuri, comandant de companie de tancuri și șef de stat major al unui batalion de tancuri de instruire în Caucazul de Nord și districtele militare din Orientul Îndepărtat. Din 2005 până în 2007 a fost student al Academiei de Arme Combinate a Forțelor Armate ale Federației Ruse. Din 2007 până în 2010, a fost comandantul unui batalion de pușcași motorizați din districtul militar Caucazul de Nord.
A fost numit la 11 iunie 2016 Șef de Stat Major - prim-adjunct al Comandantului Armatei 41 Arme Combinate a Districtului Militar Central. A fost promovat ca general-maior din 2020. A fost considerat un comandant de top, luând parte la Al Doilea Război Cecen și la Intervenția militară a Rusiei în Războiul civil din Siria. A primit o medalie „pentru întoarcerea Crimeei” în 2014.

La 7 martie 2022, Serviciile de Informații ale Apărării din Ucraina au declarat că Gherasimov a fost ucis în timpul luptelor de lângă Harkiv. Agenția de presă Reuters a declarat: "Nu a fost posibil să obținem un comentariu de la Ministerul rus al Apărării. Reuters nu a putut verifica informația." Corespondentul pentru politică externă al Departamentului apărării al SUA, Jack Dettsch, a declarat că "SUA nu confirmă că generalul-maior rus Vitali Gherasimov a fost ucis în Ucraina." Serviciul rus al postului de radio Vocea Americii a declarat: "Nu există nicio confirmare oficială a morții generalului maior din partea rusă. De asemenea, nu există nici o dovadă că generalul este în viață." Ulterior însă BBC Rusia a confirmat că Gherasimov este în viață la momentul când a fost decorat cu Ordinul Alexandru Nevski, la 23 mai 2022.